# Ларс Гіннебурґ
Ларс Гіннебурґ (нім. Lars Hinneburg, 15 червня 1965) — німецький плавець.
Призер Олімпійських Ігор 1988 року.
Чемпіон світу з водних видів спорту 1986 року.
Призер Чемпіонату Європи з водних видів спорту 1985, 1987 років.